# Adetoneura
Adetoneura é um gênero de traça pertencente à família Arctiidae.

## Espécies
- Adetoneura lentiginosa
- Adetoneura mimetica